# Wiesenfeld (Karlstadt)
Wiesenfeld ist ein Gemeindeteil der Kreisstadt Karlstadt im unterfränkischen Landkreis Main-Spessart in Bayern.

## Geographie
Das Pfarrdorf liegt genau zwischen Lohr am Main und Karlstadt am Main. Es entspringt dort der Ziegelbach. Die Gemarkung Wiesenfeld hat eine Fläche von 22,4 km² und 1194 Einwohner, die in der Mehrzahl römisch-katholischen Glaubens sind. In der Gemarkung liegen die Dörfer Erlenbach und Rettersbach.

## Geschichte
Erstmals urkundlich erwähnt wurde der Ort im Jahre 1139. Im Jahre 1351 wurde durch die Grafen von Rieneck, die zeitweilig die Herrschaft über einen Teil des Ortes ausübten, eine Dorfordnung erlassen. Das Dorfgericht war auch für den Nachbarort Rettersbach und die beiden Nachbarorte Steinbach und Halsbach zuständig, die heute Stadtteile von Lohr sind. Das Gerichtssiegel aus dem Jahre 1679 lieferte auch die Vorlage für das Ortswappen mit einem schreitenden silbernen Gotteslamm auf rotem Grund.
Ab der Mitte des 17. Jahrhunderts siedelten sich hier andernorts vertriebene Juden an. Um das Jahr 1800 zählte die jüdische Gemeinde 90 Mitglieder aus zwanzig Familien. Insgesamt hatte der Ort zu dieser Zeit etwa 630 Einwohner. 1848 gab es 125 jüdische Einwohner. Am bekanntesten ist wohl der am 17. April 1860 in Wiesenfeld geborene Josef Schlossmann, ein Textilgroßhändler und großzügiger Stifter und Wohltäter. An seinem Geburtshaus erinnert eine Gedenktafel an ihn. Verwüstungen und Verhaftungen während der Novemberpogrome 1938 und vor allem Deportationen durch das Nationalsozialistische Regime erlebten auch die Wiesenfelder Juden. 22 von 25 deportierten Juden aus Wiesenfeld wurden ermordet.
Die Kirche Maria Himmelfahrt wurde um das Jahr 1610 erbaut, nach den Schäden im Dreißigjährigen Krieg gab es ab 1673 eine Renovierung und Neuausstattung. Im Jahre 1905 wurde das Kirchengebäude erweitert und erneut renoviert. 
Die Kirche und die von 1861 bis 1863 im gotischen Baustil erbaute Synagoge zählen zu den Sehenswürdigkeiten des Ortes.
Am 1. Mai 1978 wurde die bis dahin selbständige Gemeinde in die Kreisstadt Karlstadt eingegliedert.

## Verkehr
Seit Ende Juni 2023 befindet sich die Ortsumgehung Wiesenfeld für die Staatsstraße 2435, Verbindungsstraße von Karlstadt nach Lohr am Main, in Bau. Die Eröffnung der neuen Ortsumgehung Wiesenfeld ist im Dezember 2024 erfolgt.

## Geboren in Wiesenfeld
- Franz Werthmann (1845/46–1920), Bürgermeister Wiesenfeld, Reichstags- und Landtagsabgeordneter
- Joseph Schloßmann (1860–1943), Kaufmann
- Hermann Sendelbach (1894–1971), fränkischer Dichter
- Ruth Westheimer (1928–2024), Sexualtherapeutin und Sachbuchautorin